# Dennis DeConcini

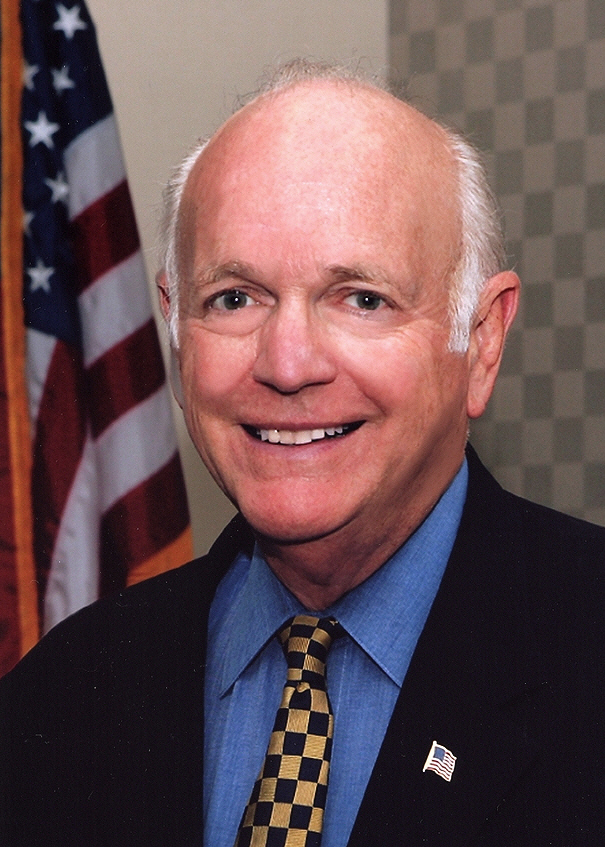
Dennis DeConcini.

Dennis Webster DeConcini, född 8 maj 1937 i Tucson, Arizona, är en italienskättad amerikansk politiker (demokrat).
Han studerade vid University of Arizona och avlade juristexamen där. Han inledde sin karriär som advokat 1963, arbetade i staben av delstatens guvernör 1965-1967 och som åklagare i Pima County 1973-1976. Han var ledamot av USA:s senat från Arizona 1977-1995.
DeConcini spelade en central roll när USA:s senat godkände 1977 års Panamakanalfördrag som möjliggjorde överlåtandet av Panamakanalzonen tillbaka till Panama. DeConcini introducerade en reservation till fördraget som möjliggjorde godkännandet av själva fördraget i senaten. Motståndarna till fördraget uppfattade kanalzonen som en betydande ekonomisk och militär tillgång som USA inte hade råd att förlora. DeConcinis ändring till fördraget möjliggör användningen av amerikansk militär makt i Panama om USA:s eller Panamas regering anser det nödvändigt för att hålla Panamakanalen öppen för trafik.
I slutet av 1980-talet blev DeConcini känd som en i gruppen som kallades Keating Five, fem senatorer som undersöktes i samband med sparbanksskandalen (de övriga fyra var John McCain, John Glenn, Alan Cranston och Donald W. Riegle). Flera senatorer hade bett chefen för en federal kontrollmyndighet att lätta på undersökningen som gällde bankchefen Charles Keatings affärer. Keating hade bidragit med stora summor pengar till senatorernas kampanjer. Senatens etikkommitté som undersökte Keating Five, kritiserade dessa fem senatorer och den starkaste kritiken riktades mot Cranston, DeConcini och Riegle, vilka alla valde att inte ställa upp för omval.